# Асано Нагасато
Асано Нагасато (јап. 永里 亜紗乃; 24. јануар 1989) јапанска је фудбалерка.

## Репрезентација
За репрезентацију Јапана дебитовала је 2009. године. Са репрезентацијом Јапана наступала је на Светском првенству (2015). За тај тим одиграла је 11 утакмица и постигла је 1 гол.

## Статистика
| Јапан  | Јапан | Јапан |
| Год.   | Ута.  | Гол.  |
| ------ | ----- | ----- |
| 2009   | 3     | 0     |
| 2010   | 0     | 0     |
| 2011   | 1     | 0     |
| 2012   | 0     | 0     |
| 2013   | 2     | 0     |
| 2014   | 1     | 1     |
| 2015   | 4     | 0     |
| Укупно | 11    | 1     |